# Lila Acheson Wallace
Lila Acheson Wallace (née Lila Bell Acheson le 25 décembre 1889 à Virden au Manitoba et décédée le 8 mai 1984) est une éditrice de magazines et philanthrope américaine.
Elle a cofondé, avec son mari Dewitt Wallace, Reader's Digest, l'un des magazines les plus diffusés au monde.

## Biographie

### Jeunesse
Lila Acheson Wallace est la fille d’un pasteur presbytérien d’origine écossaise. Elle est la troisième de cinq enfants. Au moment de sa naissance, son père étudiait la théologie à l’université du Manitoba, au Canada. Après être devenu pasteur, il quitte le Canada et emmène sa famille aux États-Unis, dont il devient citoyen. Lila Acheson grandit dans les petits villages de Marshall au Minnesota et de Lewistown dans l’Illinois où son père prêche. Ses activités favorites dans son enfance sont l’équitation et la chasse, qu’elle apprend de son père.
De 1910 et 1917, elle étudie l’anglais à la Ward-Belmont School à Nashville, puis à l’université de l’Oregon à Eugene, puis enfin à la Haute École d’Eatonville. En 1917, elle est diplômée d’histoire de l’art de l’université de l’Oregon.
La manière dont Lila Acheson rencontre son futur mari, DeWitt Wallace, varie selon les sources. On ignore donc si elle a rencontré DeWitt Wallace à Washington avant la guerre où il lui aurait fait part de son idée d'un magazine qui rassemblerait des articles d'intérêt général sous forme abrégée avant de devoir rejoindre l’armée ; s’ils se sont rencontrés via le frère de Lila Acheson avec qui DeWitt Wallace était étudiant à l’Université de Californie à Berkeley ; ou encore s’ils se sont rencontrés à Minneapolis où elle devait installer un centre YWCA (Young Women's Christian Association) en 1920.
Dans tous les cas, elle épouse DeWitt Wallace le 15 octobre 1921,,.

### Carrière
Elle outrepasse l’opposition de son père à ce qu’elle travaille et enseigne pendant deux ans à Eatonville, dans l’État de Washington, tout en aidant à la gestion d’un centre d’été du Young Women's Christian Association à Puget Sound. En 1917, alors que Wallace sert dans l'armée américaine, Acheson devient collaboratrice du ministère du Travail pour l’organisation Young Women's Christian Association et met en place des centres sociaux et culturels dans les États de l'Est (Pompton Lakes, New Jersey et La Nouvelle-Orléans) pour les femmes travaillant dans les industries de guerre,. Elle continue à travailler dans les services sociaux de l'Est après la guerre, où elle prend la tête des nouveaux services sociaux d’un comité presbytérien qu’elle représente et pour lequel elle lève des fonds dans tout le pays, établissant également un réseau de crèches dans le Mississippi et à New York.
Acheson épouse Wallace en 1921. En 1922, elle cofonde et copréside le Reader’s Digest avec son époux, Dewitt Wallace,. Le premier numéro du Reader's Digest parait cette même année. Le tirage du magazine passe de 1 500 exemplaires la première année, à 200 000 en 1929. Au début du XXIe siècle, le Reader's Digest est publié en 50 éditions et en 21 langues, avec un tirage mondial estimé à quelque 23 millions d'exemplaires.
Alors que le magazine gagne en succès, le couple quitte son bureau en sous-sol à Greenwich Village et installe son siège à Pleasantville, New York, dans des bureaux décorés par Lila. De nombreuses personnes font l’heure de trajet entre le centre de New York et le siège du magazine pour visiter le bâtiment et ses terres. En 1935, elle fait construire, puis décore également, High Winds, leur demeure semblable à un château à Mount Kisco dans le même État. Lila Acheson y débute alors une collection d’œuvres d’art contenant notamment des Monet, Matisse, Renoir, Cézanne, Gauguin, Modigliani, Van Gogh et Braque. Elle aimait aussi l'art égyptien, c'est pour cette raison qu'en 1983, elle aide le Met et crée une exposition permanente de 32 galeries, nommées en son honneur.
Lila Acheson Wallace est membre des conseils d’administration du Metropolitan Museum of Art et de la Juilliard School à New York. Elle reçoit la médaille de la liberté, une décoration américaine, et est faite chevalier de la Légion d’honneur en France. Enfin, le 8 mars 1978, elle est élue associé étranger de l'Académie des Beaux-Arts, au fauteuil du Maréchal Bernard Law Montgomery of Alamein.
Lorsque DeWitt Wallace décède en 1981, Lila Acheson Wallace devient l'unique propriétaire du magazine. Le couple n'ayant pas eu d'enfants, Lila Acheson Wallace s'assure qu'après son décès, le magazine soit administré par un trust et reste donc sous gestion privée.

## Philanthropie
Avec son mari, Lila Acheson Wallace consacre beaucoup de temps et d'argent (sur une fortune estimée à 60 millions de dollars) à diverses actions philanthropiques, notamment la restauration de sites historiques dans le monde entier,.
- 1950-1962 : financement de la construction de la bibliothèque et de la création de chaires de théâtre et de musique à la Juilliard School ;
- 1955 : Restauration, ameublement et réfection des jardins de Boscobel, demeure du début du XIXe sur la rivière Hudson, appartenant au Gouvernement américain, et ouverte au public ;
- 1963-1972 : contribution financière à la sauvegarde du temple égyptien d'Abou Simbel ;
- 1969 : contribution financière à la rénovation du grand hall du Metropolitan Museum of Art ;
- 1977-1983 : contribution financière à la rénovation et à la conservation de la maison de Claude Monet à Giverny ;
- 1983-1987 : financement de l'aménagement des trente-deux galeries d'antiquités égyptiennes au Metropolitan Museum of Art ;
- 1987 : ouverture de l'aile Lila Acheson Wallace au Metropolitan Museum of Art, avec vingt-deux salles consacrées à l'art contemporain.

Le couple réalise également des contributions financières auprès de divers autres établissements comme l’Université de l’Oregon, le jardin botanique de New York, la Young Women’s Christian Association de New York, le Sloan Kettering Memorial Hospital de New York, la société zoologique de New York (le bâtiment de l’ornithologue porte son nom), le musée américain d’histoire naturelle de New York, l’opéra métropolitain de New York, le ballet de New York, et la Chamber Music Society de New York. En 1972, le couple Wallace reçoit la médaille présidentielle de la liberté pour ses œuvres caritatives,. Enfin, le Lila Wallace-Reader's Digest Fund (réorganisé sous le nom de Wallace Foundation en 2003) a soutenu des programmes éducatifs et culturels.